# 214 TCN
214 TCN là một năm trong lịch La Mã.